# Bagnone
Bagnone település Olaszországban, Massa-Carrara megyében. Lakosainak száma 1676 fő (2023. január 1.). Bagnone Filattiera, Monchio delle Corti, Corniglio, Licciana Nardi és Villafranca in Lunigiana községekkel határos.

## Népesség
A település népességének változása:
| Lakosok száma | 1856 | 1775 | 1736 | 1676 |
|               | 2017 | 2021 | 2022 | 2023 |